# Policocnemis ungulatus
Policocnemis ungulatus är en fjärilsart som beskrevs av Benjamin 1932. Policocnemis ungulatus ingår i släktet Policocnemis och familjen nattflyn. Inga underarter finns listade i Catalogue of Life.